# كهوف الطار
كهوف الطار هي كهوف أثرية تاريخية تقع على يمين الطريق المؤدي إلى عين تمر، غرب محافظة كربلاء جنوب العراق.

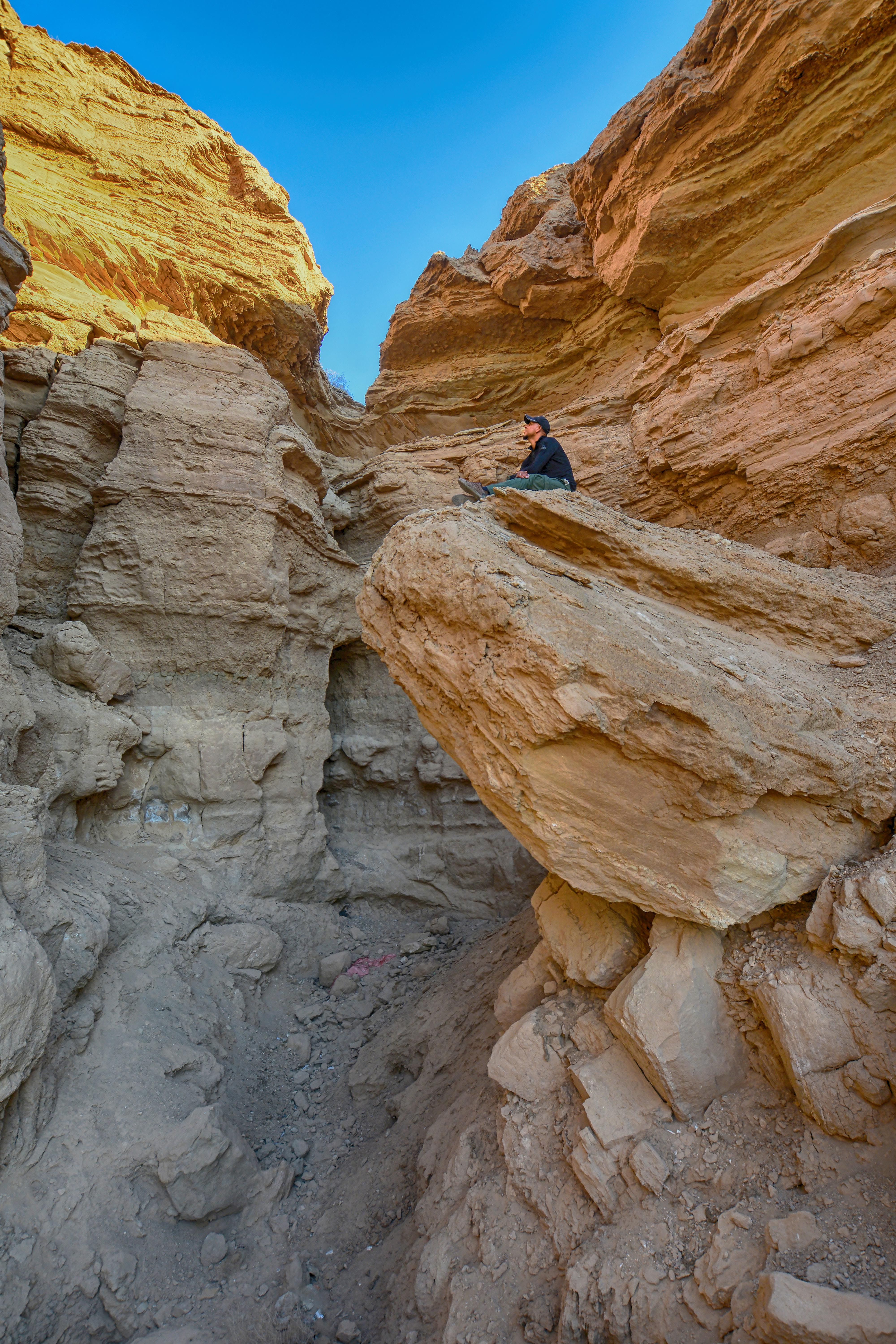
شخص يجلس على آثار منطقة الكهوف

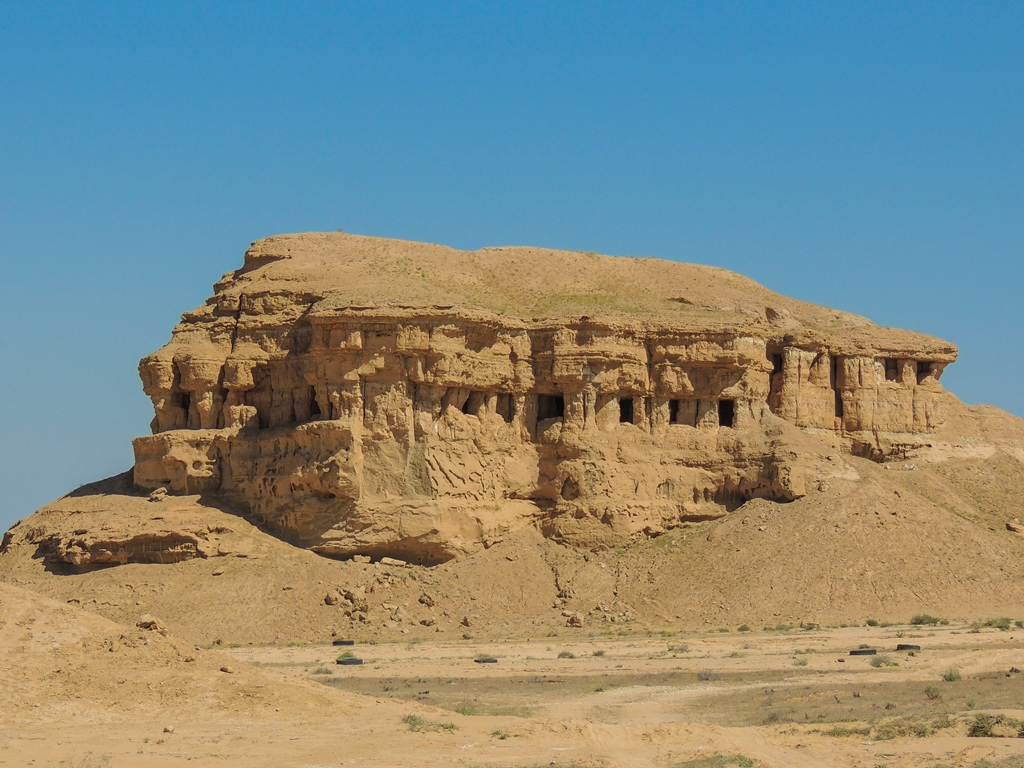
مجموعة من كهوف الطار

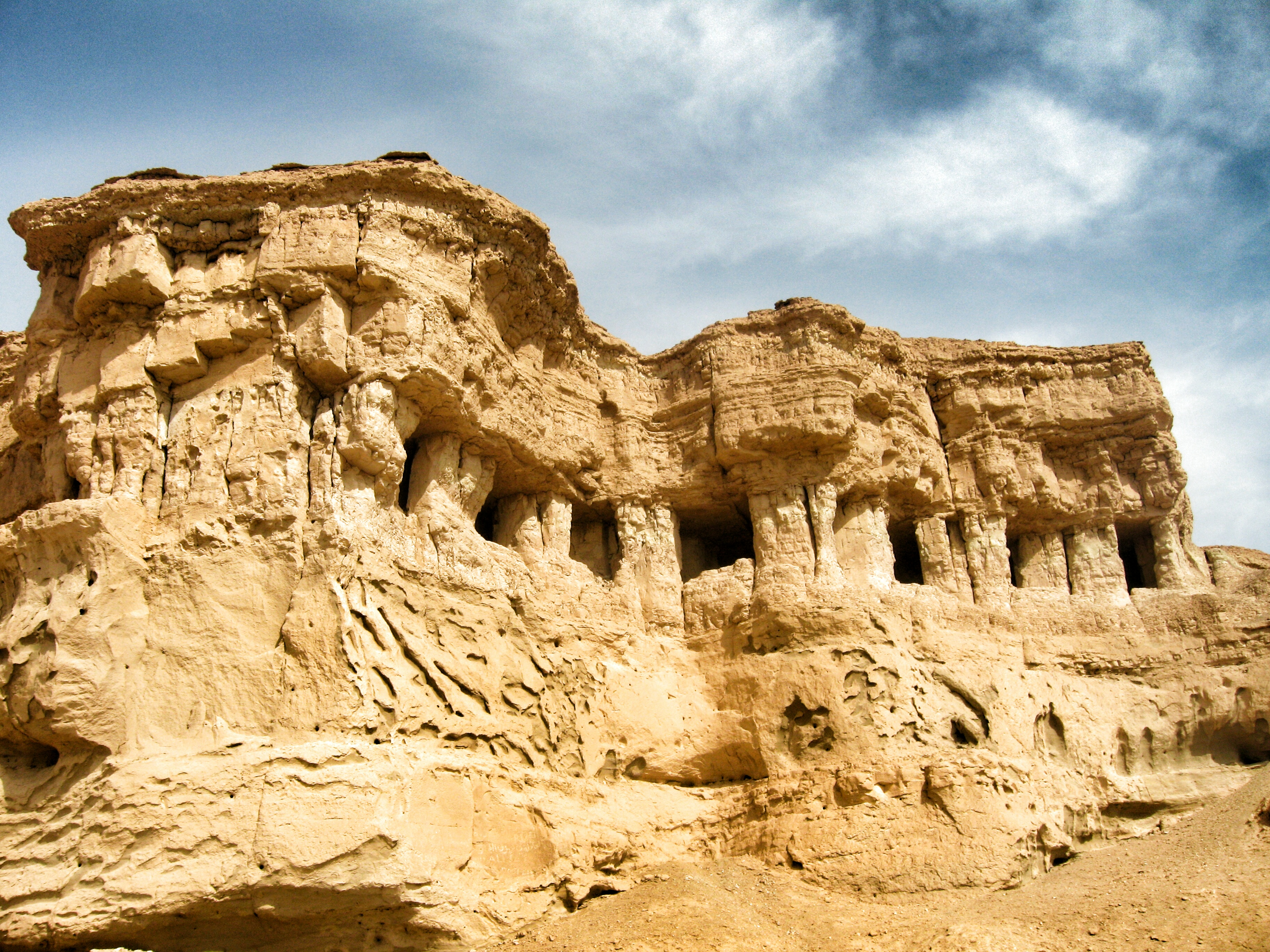
مجموعة من كهوف الطار

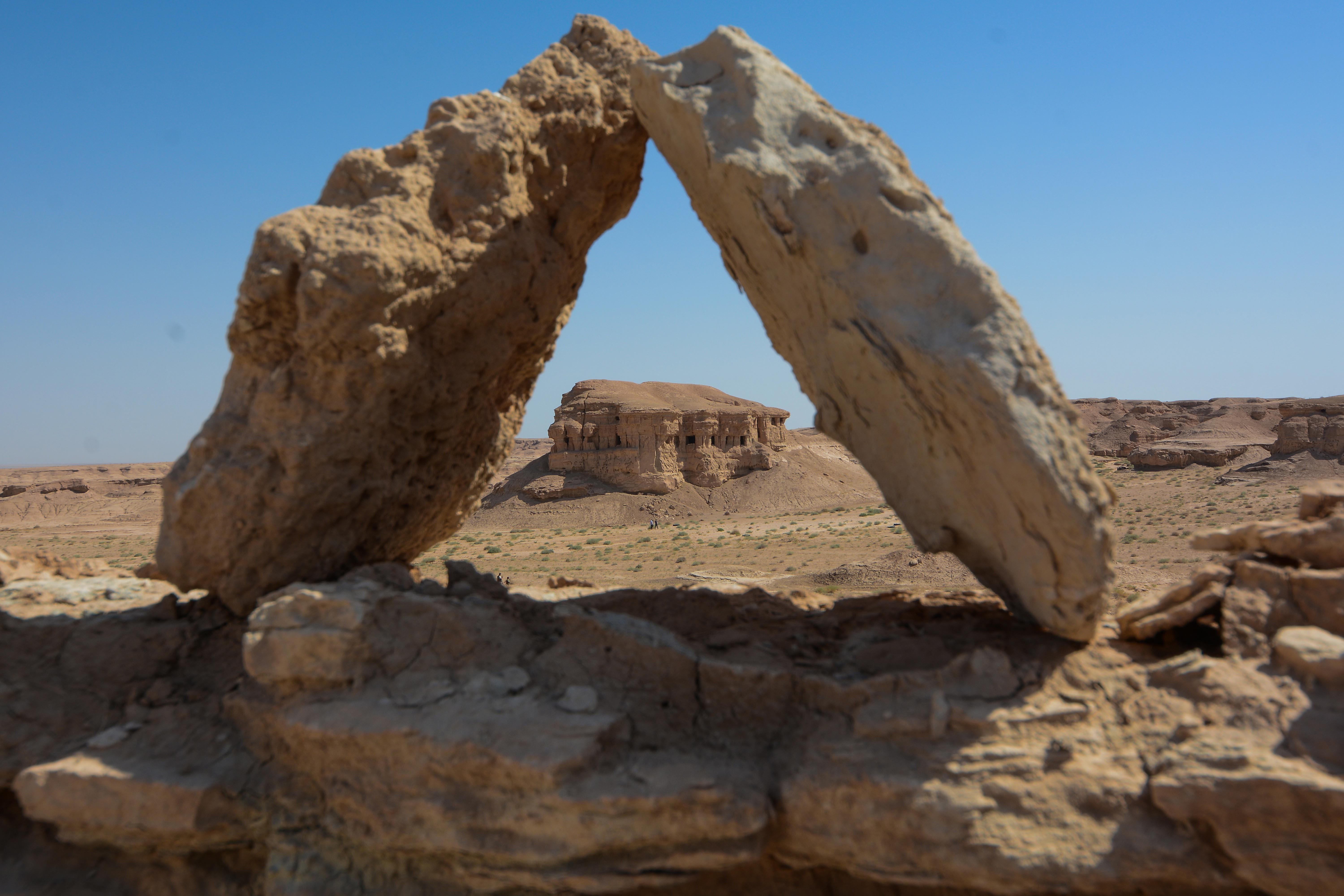
اثار كهوف الطار في صحراء كربلاء

تقع الكهوف على مسافة تقدر بحوالي 45 كلم جنوب غرب كربلاء. و15 كم إلى الشمال الشرقي من حصن الاخيضر.
كما أنها تقع غرب العاصمة القديمة بابل مسافة 80 كم. وهذا التكوين المركب من مجموعة الكهوف محاط بعدة وديان وواحات، ويحتل موقعاً مهماً في الجزيرة العراقية الجنوبية العربية؛ حيث تقع بين بابل من الشرق والجزيرة من الغرب، لذلك من المحتمل جداً ان تكون في العهود القديمة محطة مرور للأقوام القديمة الذين ينتقلون في الغرب أو الجنوب إلى جهة الشرق. كذلك من الشرق إلى المناطق الغربية والجنوبية.

## أنواع الكهوف
أولهما: كهوف فوق مستوى الوادي بقليل، حيث يتضح ان لكل كهف فتحة صغيرة لا يتجاوز ارتفاعها المتر ونصف وعرضها نصف متر، وهي غرف صغيرة مساحتها تقريبا 6 متر مربع، فيها فتحات تصل إلى غرف ثانوية، وآثار الدخان بادية للعيان على السقف.
ثانيهما: الكهوف التي تقع فوق مستوى الكهوف الأولية، وهذه الكهوف تختلف في هندستها وشكلها حيث انها منتظمة الحفر وبشكل اسطواني، وتوجد أيضا كهوف أخرى تقع على امتداد الوادي.
مدخل إحدى الكهوف الكهوف تقع في منطقة تسمى الطار، وهذه التسمية تعود إلى مواطني المنطقة ولكن إذا ما عرفنا إن كل مرتفع عن الأرض يسمى طارا، وهذه التسمية لها دلالات قرآنية وإنها ذكرت في القران الكريم (طور سينين) أي الجبل وجاء أيضا في مختار الصحاح أن الطور هو {عداه «طورا» أي جاوز حده و(كذا) والطور الجبل}، ولان هذه المنطقة معروفة سابقا باعتبارها مناطق نهرية أو بحرية وتشكل الفيضانات جزءا من وجودها فان لها جذرا تاريخيا مشتقا من القران..ففي اللغة القديمة تعني كلمة الطور الجبل وأيضا تعني في تلك اللغة القديمة الإنقاذ..وهذا يدلل على أن هذه المنطقة كانت زاخرة بالحياة والدليل هو وجود غرف صغيرة تبدو وكان شبابيكها ظاهرة للعيان عندما تمر بسيارتك وأنت على الطريق العام، موضحا أن هذه المرتفعات الصخرية تمتد من مدينة النجف لتصل إلى غرب كربلاء وأعلى ارتفاع لها يبلغ 65 مترا عن سطح البحر وهو ارتفاع كاف لتسمى طارا وتكون منقذا للناس في ذلك الزمان من الكوارث.
حددت بعثة يابانية جاءت إلى هذه المنطقة تاريخية المنطقة وقد توصل البروفيسور هيدو فوجي رئيس البعثة الآثارية اليابانية في العراق ورئيس بعثة التنقيبات في كهوف الطار.. قد حدد ثلاثة أطوار مرت بها هذه الكهوف..الأول قبل ثلاثة عشر قرنا قبل التاريخ والثاني عصر البارثيين والثالث العصر الإسلامي، ويقسم الآثاريون والباحثون هذه المنطقة إلى مجمعات اختصرت بحروف أجنبية..منها (A وBوCو D) ففي مجمع A كانت ابرز الاكتشافات وجود قطع صغيرة لم تكتشف سابقا مثل نسيجها الملون الذي كان بسبب وجود هذه الكهوف في منطقة رطبة لوقوعها بين بحيرة الرزازة و نهر الفرات إلا إن هذه الكهوف كما يقول الباحثون كانت جافة لذلك ساعدها هذا التكوين على أن يبقى هذا النسيج الناعم الملمس في القطع الصخرية دون أن تصاب بالتلف أو الذوبان وتقول البعثة في تقريرها وهي تصف هذه الكهوف. إنها تقع إلى غرب العاصمة القديمة بابل بمسافة 80 كم وان هناك ما يقارب 400 كهف في هذه المنطقة محاطة بعدة وديان وواحات وتقع بين بابل الشرق والجزيرة في الغرب.ومن المحتمل وحسب قول البروفسور الياباني أن تكون في العهود القديمة محطة مرور للأقوام القديمة الذين ينتقلون من الجنوب أو الغرب إلى جهة الشرق أو العكس..ويعتقد فوجي إن التحليلات والفحوصات التي أجريت على صخور الكهوف دلت على إنها نحتت صناعيا من قبل الإنسان في طبقة صخور مشبعة بكاربونات الكالسيوم في حدود سنة 1300 ق.م واعتقد أيضا إن سبب حفرها أو نحتها يعود إلى أغراض دفاعية واستخدمت بعد ذلك كقبور لدفن موتى من كانوا في ذلك المكان.

## تاريخ الكهوف
ابرز اكتشافات البعثة اليابانية في تلول مجمع (A) في الطار هي قطع صغيرة من النسيج الملون لم يتيسر اكتشاف نسيج مشابه له في وادي الرافدين بسبب الرطوبة التي تؤدي إلى تفكك هذا النسيج، ولكون كهوف الطار جافة فقد ساعدت على بقاء هذه القطع النسيجية دون ان يصيبها التلف والتمزق. ومن المفيد الإشارة إلى ان تقنية صناعة النسيج هذه تدل على ان مبدعها فنان ماهر ومتحضر. وهذه القطع تشبه إلى حد كبير النسيج المكتشف في (تدمر) وتمتاز بنعومة الملمس وكأنها حرير حقيقي. لقد بذل البروفيسور فوجي جهوداً علمية عظيمة مع فريق من الآثاريين المنقبين في موقع الطار لمعرفة النواحي الثقافية في العهد المطمور وتفاصيل البيئة فيه. وقد استخدم في التنقيب آلات متطورة في الحفرو القطع في طار (أم الجمال) وهاتان الواقعة ضمن مجموعة كهوف (A).
```
ومن خلال الفحوصات للانسجة المكتشفة بواسطة جهاز كاربون (14) تبين ان الاستعمال الثاني لهذه الكهوف كقبور يعود إلى فترة ما بين القرن الثالث قبل الميلاد إلى القرن الثالث بعد الميلاد.
```

ومما جاء في تقرير بعثة التنقيب اليابانية: يبدو ان الانسجة التي اكتشتف في هذا الموسم تعود إلى الفترة الهلنستية كما هو الحال في دورليوريس وتدمر وحلبية (زنوبيا)، وانها تعرض عدة أساليب لحياكة الانسجة (منها الحياكة البسيطة المزدانة بالرسوم والصور والنسيج القطني المضلع والمضلع ذات الأعمدة) وبعضها ذات تزيينات ملونة، منها ذات امواج وذات اوراد، والاشكال الهندسية مع تدرج بالألوان ويقول التقرير: كما نعتقد ان هنالك مناطق قد سكنت على نطاق واسع في العراق في منطقة الجزيرة الجنوبية الغربية (عين التمر، وقصير مثلاً) والأقاليم المحيطة بمنطقة كهوف الطار (كالحضر والحيرة) التي ربما كانت المصدر للأنسجة المكتشفة في قبور كهوف الطار.
ويبقى (الطار) واحداً من مواقع الآثار العراقية القديمة التي تدل على ابداع انساننا العراقي المحتفي ابداً بقيم الخير والجمال.